# Bejlik Teke
Bejlik Teke (turecky Tekeoğulları Beyliği) byl pozdně středověký státní útvar patřící ke skupině anatolských bejliků, nezávislých či polonezávislých drobných tureckých knížectví v Anatolii, které průběžně vznikaly během úpadku Rúmského sultanátu a předcházely mocné Osmanské říši, která sama vzešla z jednoho z bejliků. Bejlik Teke byl založen Oghuzskými Turky v první polovině 14. století a existoval až do roku 1423, kdy byl připojen k Osmanské říši a stal se součástí provincie Antalya. Jeho hlavním městem byla Antalya. V podobě sandžaku Teke (osmanské subprovincie) přetrval až po vznik moderní Turecké republiky. Zdejší poloostrov stále nese jeho jméno.

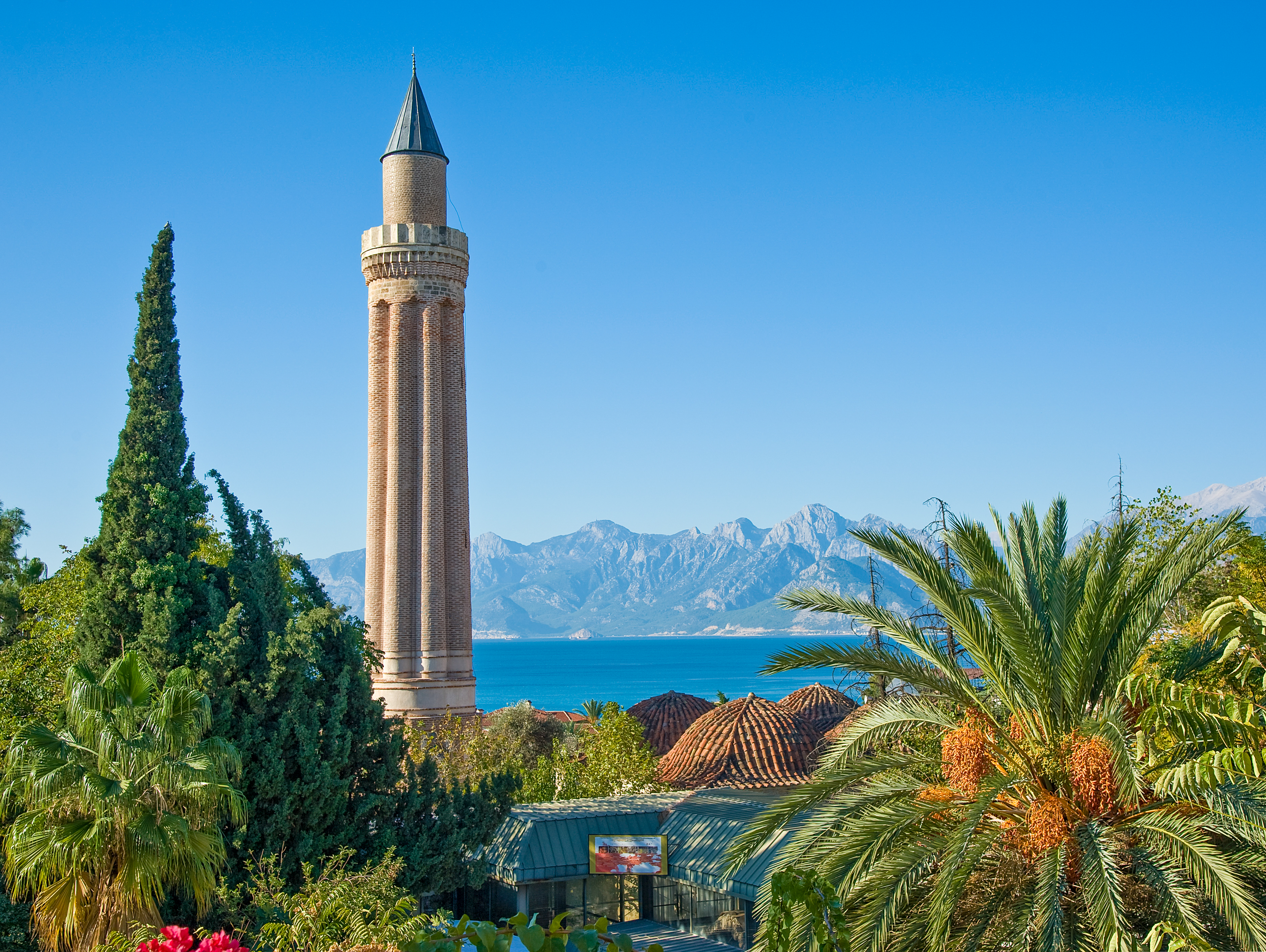
Ikonický symbol Antalye, kterým je zdejší minaret, byl vystavěn v období bejliku.

Na Katalánském atlasu, mapě z druhé pol. 14. století, je bejlik znázorněn s modrobílou vlajkou s černým hexagramem (později známého jako Davidova hvězda) nad městem zvaném „Sattalia“, tj. zkomolenina Antalya. V té době znak šesticípé hvězdy ještě nebyl obecně znám a používán jako židovský symbol.

## Sezam vládců
1. Junus Bej (1319–1324)
2. Mahmúd Bej (1324–1328)
3. Sinânüddín Hızır Bej (1328–1355)
4. Dadı Bej (1355–1360)
5. Mübârizüddín Mehmed Bej (1360–1380)
6. Osman Çelebi (1380–1391)
7. (osmanská nadvláda, 1391–1402)
8. Osman Çelebi (1402–1421)